# جايسون نايلز
جايسون نايلز هو محامي وقاضي وسياسي أمريكي، ولد في 19 ديسمبر 1814 في برلينغتون في الولايات المتحدة، وتوفي في 7 يوليو 1894 في كوسيوسكو في الولايات المتحدة. نشط حزبياً في الحزب الجمهوري. وقد انتخب عضو مجلس نواب مسيسيبي ‏ وانتخب عضو مجلس النواب الأمريكي ‏.